# Nigrita
Nigrita este un oraș în Grecia.